# Francesco Gerbaldi
Francesco Gerbaldi (La Spezia, 29 de julho de 1858 – Pavia, 29 de junho de 1934) foi um matemático italiano, que trabalhou com geometria algébrica.
Gerbaldi estudou na Universidade de Turim, onde foi assistente de Enrico D’Ovidio, tornando-se em 1890 professor da Universidade de Palermo. Em Palermo foi colega de Giovanni Guccia, o fundador do Circolo Matematico di Palermo, responsável por atrair para Palermo matemáticos como Giuseppe Bagnera, Michele De Franchis, Pasquale Calapso e Michele Cipolla. Em 1908 foi para a Universidade de Pavia, aposentando-se em 1931.
Em 1897 apresentou uma palestra no Congresso Internacional de Matemáticos em Zurique (Sul gruppo semplice di 360 collineazione piane).